# Asthelys
Asthelys is een geslacht van weekdieren uit de klasse van de Gastropoda (slakken).

## Soorten
- Asthelys antarctica Marshall, 1988
- Asthelys depressa Marshall, 1991
- Asthelys munda (Watson, 1879)
- Asthelys nitidula Marshall, 1991
- Asthelys semiplicata Marshall, 1991
- Asthelys simplex (Watson, 1879)